# Leonard Rogers
Sir Leonard Rogers, né le 18 janvier 1868 et mort le 16 septembre 1962, est un médecin britannique, président de la Royal Society of Tropical Medicine and Hygiene de 1933 à 1935. Il est membre de la Royal Society.

## Biographie

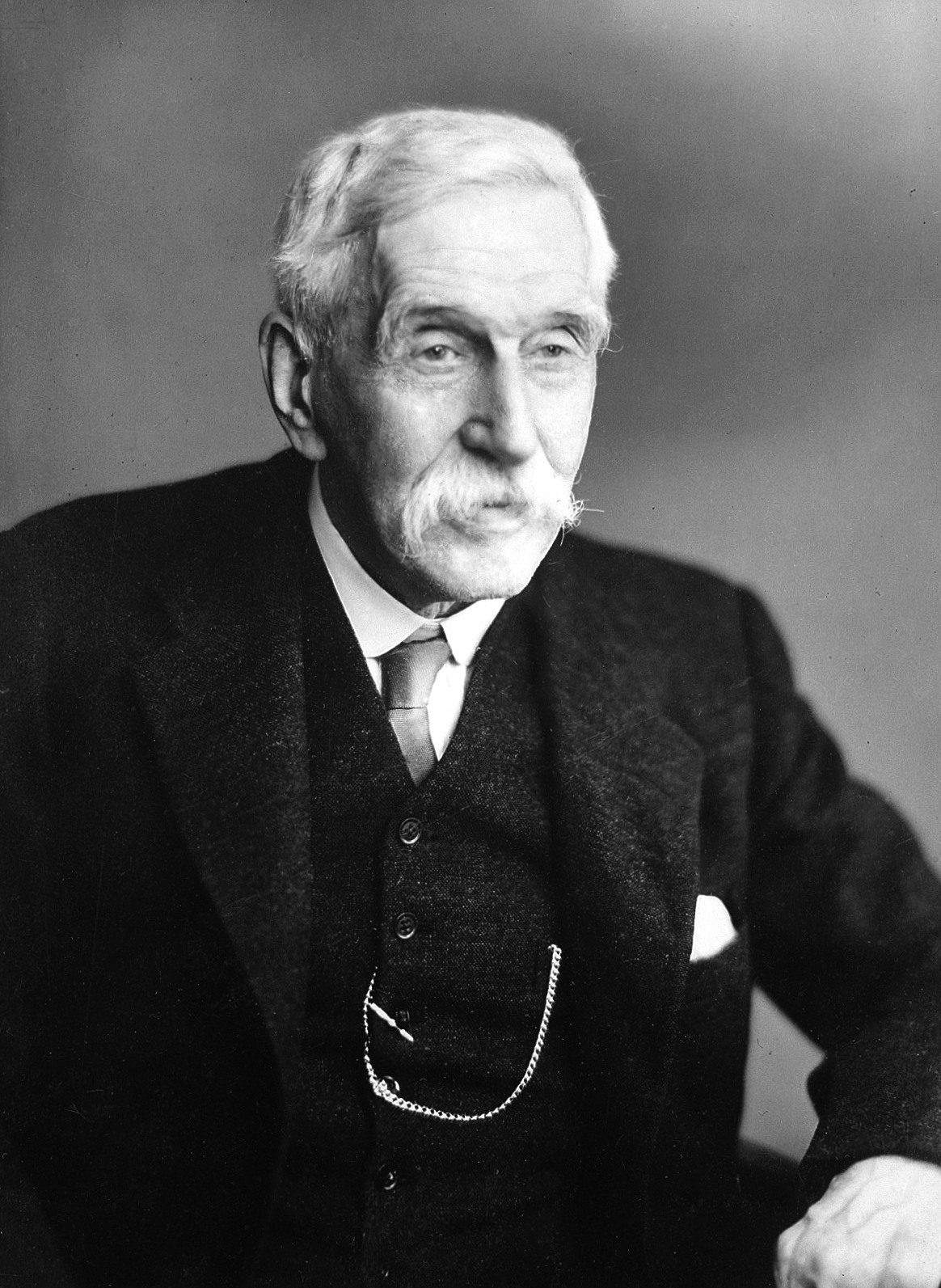
Leonard Rogers

Rogers s'intéresse à la médecine tropicale, depuis l'étude des épidémies de fièvre noire jusqu'au venin des serpents marins, mais il est principalement connu pour ses recherches innovantes sur le traitement du choléra par sérum hypertonique, sauvant ainsi de nombreuses vies.
Il préside la session 1919 du congrès de l'Indian Science Congress Association (en) et a fondé en 1920 la Calcutta School of Tropical Medicine (en).